# NGC 3797
NGC 3797 é uma estrela na direção da constelação de Ursa Major. O objeto foi descoberto pelo astrônomo Wilhelm Tempel em 1882, usando um telescópio refrator com abertura de 11 polegadas. 